# NGC 7497
NGC 7497 (również PGC 70569 lub UGC 12392) – galaktyka spiralna z poprzeczką (SBc), znajdująca się w gwiazdozbiorze Pegaza. Odkrył ją William Herschel 15 października 1784 roku.